# Erwin Reichenbach
Erwin Reichenbach (* 1. August 1897 in Augsburg; † 24. Januar 1973 in Halle) war ein deutscher Stomatologe und Hochschullehrer.

## Leben
Erwin Reichenbach, Sohn eines Landgerichtsrats, beendete seine Schullaufbahn 1916 mit dem Abitur. Nach dem Abitur schrieb er sich für das Medizinstudium ein und leistete den Kriegsdienst in einer Sanitätsformation (ausgezeichnet mit dem Eisernen Kreuz II. Klasse, dem Bayerischen Militärverdienstkreuz mit Krone und Schwertern und dem Verwundetenabzeichen in schwarz). 1919 diente er im Wehrregiment in München, danach in der Einwohnerwehr. Nach der Entlassung aus der Armee studierte er ab 1919 Medizin und Zahnmedizin an den Universitäten Marburg, Breslau, Münster, Kiel und Leipzig. Während seines Studiums wurde er Mitglied des AGV München. Das Studium der Zahnmedizin schloss Reichenbach 1921 mit der Promotion zum Dr. med. dent. ab (Dissertation: »Methoden zur Mobilisation von ankylotischen Kiefergelenken«) und erhielt die Approbation als Zahnarzt. 1930 folgte die medizinische Promotion zum Dr. med. und die Habilitation an der Universität München.
Nach der Machtübergabe an die Nationalsozialisten trat er zum 1. Mai 1933 der NSDAP bei (Mitgliedsnummer 1.929.396) und schloss sich auch der SA, dem NS-Ärztebund, NS-Lehrerbund (NSLB, März 1934, Nr. 286.638) und dem NS-Dozentenbund (NSDDB, 1937) an. Reichenbach war ab 1930 Privatdozent und ab 1933 außerordentlicher Professor und 1936 ordentlicher Professor an der Universität Leipzig, da er von der Diskriminierung jüdischer Hochschullehrer profitierte. Während des Zweiten Weltkrieges war er neben seiner Lehrtätigkeit im Sanitätsdienst eingesetzt, zuletzt ab 1943 als Kieferchirurg in Fachlazaretten. Er stand im Rang eines SA-Sturmbannarztes und Sanitätsobersturmfühers. Er erlitt 1944 eine schwere Kriegsverletzung. Bei dem Bevollmächtigten für das Gesundheitswesen Karl Brandt war Reichenbach ab 1944 noch Angehöriger des wissenschaftlichen Beirates.
Nach der Befreiung vom Nationalsozialismus wurde er noch im Mai 1945 in Leipzig aus dem Professorenamt entfernt. 1947 erhielt er nach einem (beschönigten) Entnazifizierungsverfahren eine Professur an der Martin-Luther-Universität Halle-Wittenberg und wurde Leiter der Klinik und Poliklinik für Zahn-, Mund- und Kieferkrankheiten sowie Direktor der städtischen Jugendzahnklinik. Unter den Studenten der Nachkriegsjahre als brauner Wendehals verrufen, schwor er bereits im November 1946 den Eid auf ein „neues demokratisches Deutschland“. Im selben Monat stellte er einen Antrag auf Aufnahme in die Sozialistische Einheitspartei Deutschlands (SED). Mit Wirkung vom 1. Februar 1947 war Reichenbach offizielles Mitglied der SED geworden (Nr. IV 118.651). Reichenbach war somit einer von insgesamt 16 späteren „SED-Ordinarien für Medizin“, die „vormals Mitglieder der NSDAP“ waren, und zeigte damit eine politische „Versatilität“. Nach vielfachen Ehrungen, z. B. Nationalpreis der DDR 1956, fiel er 1961 politisch in Ungnade und verlor 1962 seine Anstellung an der Universität, verbunden mit einem Berufsverbot. Reichenbach konnte seine Lehrtätigkeit an der Universität Halle 1964 wieder aufnehmen.
Seit 1950 war er Mitglied der Deutschen Akademie der Naturforscher Leopoldina und von 1955 bis zu seinem Tode deren Vizepräsident. 1961 wurde er zum ordentlichen Mitglied der Deutschen Akademie der Wissenschaften zu Berlin gewählt. Im Jahr 1962 erhielt er die Verdienst-Medaille und im Jahr 1972 die Cothenius-Medaille der Leopoldina.
Die Zahnärztekammer Sachsen-Anhalt gründete 1997 im Rahmen eines Festaktes das „Fortbildungsinstitut Erwin Reichenbach“ und verlieh seit 2000 jährlich den mit 2.500 Euro dotierten Erwin-Reichenbach-Förderpreis. Eine Lösung des Förderpreises und des Fortbildungsinstituts vom Namen Erwin
Reichenbach erfolgte auf Grund seiner erst spät bekannt gewordenen, belasteten Vergangenheit im Jahre 2020.

## Werke (Auswahl)
- Die Umwandlungen der Schmelzpulpa und der Schmelzepithelien während der Entwicklung des Zahnes, München/Berlin 1926–1928.
- Lehrbuch der klinischen Zahnheilkunde, (Mithrsg.) 2 Bde., Leipzig 1941.
- Kinderzahnheilkunde im Vorschulalter, Leipzig 1967.
- Kieferorthopädische Klinik und Therapie, mit Hans Brückl. Leipzig 1967.
- Traumatologie im Kiefer-Gesichts-Bereich, München 1969.
- Chirurgische Kieferorthopädie, Leipzig 1970.
- Kieferorthopädische Klinik und Therapie: eine Einführung unter Berücksichtigung der abnehmbaren Geräte, Leipzig, 1971.